# Tre Valli Varesine 1956
La Tre Valli Varesine 1956, trentaseiesima edizione della corsa, si svolse il 5 agosto 1956 su un percorso di 248 km. La vittoria fu appannaggio dell'italiano Gastone Nencini, che completò il percorso in 6h23'32", precedendo i connazionali Giorgio Albani e Giuseppe Minardi.
Sul traguardo di Varese 32 ciclisti portarono a termine la competizione.  

## Ordine d'arrivo (Top 10)
| Pos. | Corridore             | Squadra        | Tempo    |
| ---- | --------------------- | -------------- | -------- |
| 1    | Gastone Nencini       | Leo-Chlorodont | 6h23'32" |
| 2    | Giorgio Albani        | Legnano        | a 51"    |
| 3    | Giuseppe Minardi      | Leo-Chlorodont | s.t.     |
| 4    | Arrigo Padovan        | Atala-Pirelli  | s.t.     |
| 5    | Agostino Coletto      | Fréjus         | s.t.     |
| 6    | Roger Decock          | Faema-Guerra   | s.t.     |
| 7    | Lino Grassi           | Legnano        | a 2'13"  |
| 8    | Tranquillo Scudellaro | Carpano-Coppi  | a 2'30"  |
| 9    | Cleto Maule           | Torpado        | a 2'41"  |
| 10   | Franco Aureggi        | Leo-Chlorodont | s.t.     |